# 330836 Orius
330836 Orius är ett objekt i Kuiperbältet. Det upptäcktes den 25 april 2009 av den litauiske astronomen Kazimieras Černis och den lettiske astronomen Ilgmārs Eglītis i Baldone. Dess preliminära beteckning var 2009 HW77. Asteroiden namngavs senare efter kentauren Orius i den grekiska mytologin, som dödades av Herakles när han försökte stjäla vin från Folos.
Orius senaste periheliepassage skedde den 9 februari 2007.